# Blue Ash

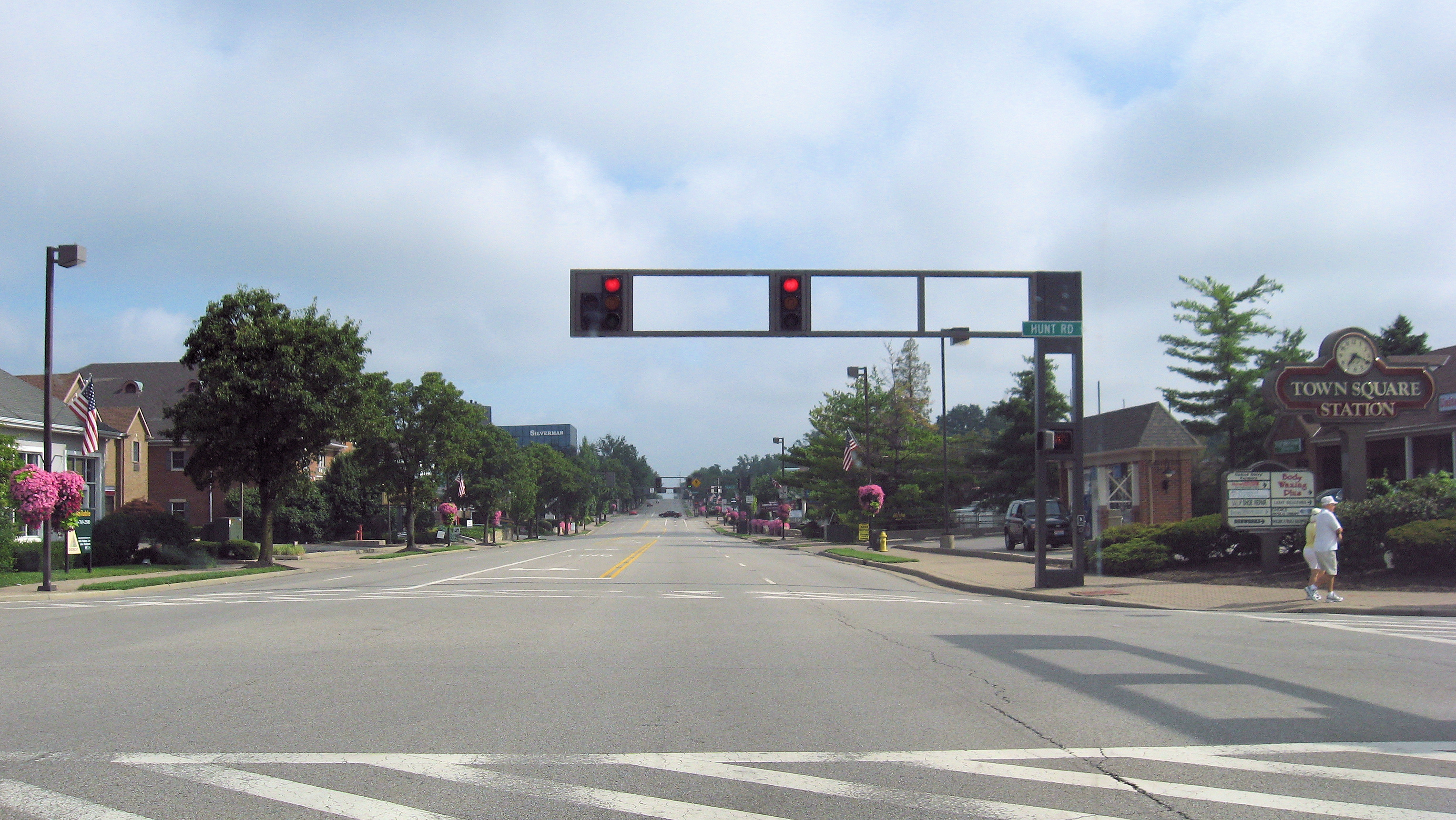
Zentrum von Blue Ash

Blue Ash ist eine City in Hamilton County. Das U.S. Census Bureau ermittelte bei der Volkszählung 2020 eine Einwohnerzahl von 13.394.
Blue Ash liegt nordöstlich von Cincinnati (Ohio, USA) und ist eine Partnerstadt der deutschen Stadt Ilmenau.
Die Gegend des heutigen Blue Ash wurde 1791 erstmals von Europäern besiedelt. In den 1880er Jahren erhielt die kleine Landgemeinde Eisenbahnanschluss. Der gewachsene Ort wurde 1961 zur Stadt. Die an drei Highways (I-275, I-71 und I-75) liegende und bis 2012 mit einem Flughafen ausgestattete Stadt beherbergt vor allem Unternehmen. Durch die berufsbedingte Einreise steigt die Anzahl der Menschen in der Stadt tagsüber auf etwa 55.000.
Zu den Unternehmen in der Stadt gehören unter anderem Procter & Gamble mit mehreren Einrichtungen. Ein Zweig der University of Cincinnati, das Raymond Waters College sowie mehrere deutsche Unternehmen wie etwa Voith Industrial Services oder GfK befinden sich ebenfalls in der Stadt.